# Zuzana Orlovská
Zuzana Orlovská (* 11. Februar 1989; verheiratete Zuzana Rajdugová) ist eine slowakische Badmintonspielerin. 

## Karriere
Zuzana Orlovská gewann schon als Juniorin im Alter von 14 Jahren ihren ersten nationalen Titel bei den Erwachsenen in der Slowakei. Neben vier Juniorentiteln folgten bis 2012 sieben weitere Titelgewinne.

## Sportliche Erfolge
| Saison | Veranstaltung                                | Disziplin   | Platz | Name                                   |
| ------ | -------------------------------------------- | ----------- | ----- | -------------------------------------- |
| 2002   | Slowakei: Einzelmeisterschaften der Junioren | Damendoppel | 1     | Kvetoslava Orlovská / Zuzana Orlovská  |
| 2003   | Slowakei: Einzelmeisterschaften              | Damendoppel | 1     | Zuzana Orlovská / Gabriela Zabavníková |
| 2004   | Slowakei: Einzelmeisterschaften der Junioren | Dameneinzel | 1     | Zuzana Orlovská                        |
| 2004   | Slowakei: Einzelmeisterschaften der Junioren | Damendoppel | 1     | Zuzana Orlovská / Radka Cibaková       |
| 2005   | Slowakei: Einzelmeisterschaften der Junioren | Dameneinzel | 1     | Zuzana Orlovska                        |
| 2005   | Slowakei: Einzelmeisterschaften der Junioren | Damendoppel | 1     | Zuzana Orlovská / Radka Cibaková       |
| 2007   | Slowakei: Einzelmeisterschaften              | Damendoppel | 1     | Kvetoslava Orlovská / Zuzana Orlovská  |
| 2009   | Slowakei: Einzelmeisterschaften              | Mixed       | 1     | Vladimír Závada / Zuzana Orlovská      |
| 2009   | Slowakei: Einzelmeisterschaften              | Damendoppel | 1     | Barbora Bobrovská / Zuzana Orlovská    |
| 2010   | Slowakei: Einzelmeisterschaften              | Mixed       | 1     | Vladimír Závada / Zuzana Orlovská      |
| 2010   | Slowakei: Einzelmeisterschaften              | Damendoppel | 1     | Barbora Bobrovská / Zuzana Orlovská    |
| 2011   | Slowakei: Einzelmeisterschaften              | Damendoppel | 1     | Barbora Bobrovská / Zuzana Orlovská    |
| 2012   | Slowakei: Einzelmeisterschaften              | Mixed       | 1     | Vladimír Závada / Zuzana Orlovská      |